# Cheng Lei
Cheng Lei (chino: 成蕾; pinyin: Chéng Lěi; Yueyang, China 1975) es una presentadora de noticias de televisión y reportera de negocios australiana, nacida en China. Se desempeñó como presentadora de noticias destacada para el canal de noticias en inglés estatal chino China Global Television Network (CGTN) en Beijing del 2012 al 2020 y también presentó el programa Global Business que se transmite por CGTN. Anteriormente había trabajado durante nueve años como corresponsal de CNBC en China.
En septiembre del 2020, después de haber sido detenida por las autoridades chinas a mediados de agosto, un funcionario del gobierno dijo que Cheng Lei era "sospechosa de llevar a cabo actividades criminales que ponía en peligro la seguridad nacional de China", pero no proporcionó detalles sobre las acusaciones. La Federación Internacional de Periodistas dijo que su detención fue "sin causa ni motivo" y "profundamente preocupante". Cheng fue arrestada formalmente en febrero del 2021 "bajo sospecha de suministrar ilegalmente secretos de Estado al extranjero", según un comunicado de la ministra de Asuntos Exteriores de Australia, Marise Payne.
Cheng fue liberada y regresó a Australia en octubre del 2023.

## Vida y educación
Cheng Lei nació en Yueyang, provincia de Hunan, en 1975.  En 1985, a la edad de 10 años, emigró a Melbourne con su familia para que su padre pudiera realizar un programa de doctorado.
En 1992, Cheng comenzó una Licenciatura en Comercio en la Universidad de Queensland, donde se graduó en 1995.  Cheng es contador en ejercicio certificado y traductor acreditado de chino-inglés. Cheng ha dicho que quería ser periodista en lugar de contadora, pero su padre la animó a dedicarse a la contabilidad. Cuestionó si una estación de televisión australiana contrataría a una reportera china y dijo que la contabilidad garantizaría su empleabilidad.

## Carrera
En 1995, Cheng comenzó su carrera en Australia como contadora para Cadbury Schweppes y luego trabajó como analista de negocios para ExxonMobil en 2000. Entre 2000 y 2001, se mudó a Shandong, China, para trabajar como analista de negocios en la empresa de transporte Luneng Finemore Logistics.
Después de mostrar insatisfacción por su carrera en finanzas, siguió una carrera como reportera de televisión en China. En el 2002, después de una prueba de pantalla en CCTV, el predecesor de CGTN, fue contratada como pasante y fue presentadora en vivo tres meses después. Luego trabajó en Shanghái y Singapur durante nueve años como corresponsal de CNBC en China, a partir del 2003. En el 2012 , volvió a trabajar en CCTV en Beijing.
Fue anfitriona de numerosos eventos, incluidos los Australia China Business Awards 2013, el Foro de Liderazgo de Mujeres APEC 2014 y la Cumbre Empresarial Noruega Asia 2019. Fue invitada en Q&A, un programa de debate de la televisión australiana, en el 2014.
Cheng ha informado sobre eventos importantes en China, como los Juegos Olímpicos de verano del 2008 en Beijing y la Exposición Mundial del 2010 en Shanghái.  Ha entrevistado a figuras de alto perfil como Bill Gates, José Manuel Barroso, John W. Snow, Rodrigo Rato y Richard Branson.
En un vídeo satírico de 2018 para CGTN sobre la guerra comercial entre China y los Estados Unidos, Cheng agradeció sarcásticamente al presidente estadounidense Donald Trump por todas las cosas que había hecho por China. Según un artículo del South China Morning Post, fue "una de las pocas ocasiones en que los medios estatales atacaron personalmente al presidente de los Estados Unidos desde el inicio de la guerra comercial, y la mayoría de los informes adoptaron un tono menos confrontativo". El 22 de agosto de 2018, el vídeo fue eliminado de las cuentas oficiales de YouTube y Twitter de CGTN, horas antes de que representantes chinos y estadounidenses se reunieran en Washington para discutir la guerra comercial.

## Detención
El 14 de agosto de 2020, el Gobierno de Australia recibió una notificación formal sobre la detención de Cheng Lei en China, que fue posteriormente confirmada en una declaración de la ministra de Asuntos Exteriores de Australia, Marise Payne. La emisora pública de noticias australiana ABC informó que estaba retenida bajo "vigilancia residencial", lo que permite a los funcionarios y autoridades chinos mantener a los detenidos bajo custodia secreta durante un período de hasta seis meses sin cargos, y negarles visitas de familiares o abogados. El Ministerio de Asuntos Exteriores de Australia no confirmó el informe de ABC. Los diplomáticos australianos hablaron con Cheng a través de un enlace de vídeo el 27 de agosto.
Estuvo detenida casi dos semanas antes de que aparecieran en los medios noticias oficiales sobre su detención. Después de que surgiera la noticia sobre su detención, CGTN aparentemente eliminó la biografía y los detalles de Cheng de su sitio web oficial. Su detención también intensificó aún más las tensiones entre Australia y China.
El 31 de agosto, el Comité para la Protección de los Periodistas pidió a las autoridades de China que revelaran los motivos de la detención de Cheng o la liberaran de inmediato. La Federación Internacional de Periodistas dijo que la detención de Cheng fue "sin causa ni motivo" y "profundamente preocupante". Elaine Pearson, directora de Human Rights Watch Australia, también dijo que su detención era "muy preocupante". Pearson describió el arresto de Cheng como un posible ejemplo de diplomacia de rehenes. The Guardian y algunos medios de comunicación australianos han establecido paralelismos con la incautación de los canadienses Michael Kovrig y Michael Spavor en diciembre de 2018, que se produjo después de que Canadá arrestara a la directora financiera de Huawei, Meng Wanzhou. El ministro Payne declaró en una entrevista de radio que la idea de que Cheng estaba siendo utilizado como peón en el deterioro de la relación entre los dos países era "en el mejor de los casos, especulativa".
En una rueda de prensa celebrada el 1 de septiembre, la portavoz del Ministerio de Asuntos Exteriores de China, Hua Chunying, dijo que no tenía "información específica" sobre el caso de Cheng.  Otro portavoz, Zhao Lijian, dijo a los periodistas el 8 de septiembre que Cheng Lei era "sospechoso de llevar a cabo actividades criminales que ponía en peligro la seguridad nacional de China". Zhao no proporcionó ningún detalle sobre las acusaciones. Dos periodistas australianos radicados en China, Bill Birtles de la Australian Broadcasting Corporation y Michael Smith de Australian Financial Review, fueron investigados por la policía de seguridad estatal de China debido al caso de Cheng Lei.
El 12 de diciembre del 2020, la Unión Europea hizo un llamamiento a la Oficina de Seguridad Nacional de Beijing para que liberara a "todos los arrestados y detenidos en relación con su actividad periodística", incluidos Haze Fan de Bloomberg News y Cheng Lei, o les concediera acceso a abogados defensores, según ley internacional.
En febrero del 2021, Marise Payne anunció que Cheng había sido arrestado formalmente en China "bajo sospecha de suministrar ilegalmente secretos de estado al extranjero". Después de ser detenida en agosto de 2020, Cheng fue arrestada el 5 de febrero del 2021. Según su familia, Cheng fue interrogada varias veces y su salud se había deteriorada.
El 31 de marzo de 2022, después de 19 meses de detención, el Tribunal Popular Intermedio N°2 de Beijing escuchó el caso de Cheng Lei en una sesión secreta. Al embajador de Australia, Graham Fletcher, se le negó el acceso al tribunal debido al caso relacionado con la "seguridad nacional".
En junio de 2022, Xiao Qian, embajador de China en Australia, negó que Cheng fuera un prisionero político y describió la detención como un "caso individual" que "no debería ser un problema" que afecte la relación entre China y Australia.

### 1.000º día de encarcelamiento
En abril del 2023, las autoridades chinas retrasaron otros tres meses la fecha de sentencia de Cheng Lei; el quinto retraso de este tipo. Hablando en Londres el 2 de mayo de 2023, donde asistía a la coronación del rey Carlos III, el primer ministro australiano Anthony Albanese señaló que el 9 de mayo se acercaba el día número 1.000 del encarcelamiento de Cheng. En una entrevista con Piers Morgan, Albanese declaró: "Nuestra posición respecto a China ha sido la de comprometernos de manera constructiva, pero seguir planteando que se deben eliminar los impedimentos al comercio, para decirle muy directamente al Presidente Xi Jinping, que los australianos como Cheng, necesitan que se les dé la justicia adecuada, y que no la están recibiendo en este momento". Nick Coyle, socio de Cheng, pidió repetidas veces al gobierno australiano que vincule la mejora de los lazos comerciales del país con China directamente con la difícil situación de Cheng y su compañero detenido australiano Yang Hengjun.

## Liberación
El 11 de octubre de 2023, el primer ministro australiano, Anthony Albanese, anunció que Cheng había sido liberado y había regresado a Australia.  Llegó al aeropuerto de Melbourne, donde fue recibida por la ministra de Asuntos Exteriores de Australia, Penny Wong.

## Vida personal
Cheng se convirtió en ciudadana australiana en el 2003 y es bilingüe en inglés y mandarín. Tiene dos niños.